# Teoria ergodyczna
Teoria ergodyczna (stgr. εργον, ergon – "praca", οδος, odos – "droga") jest dziedziną matematyki zajmującą się ergodycznymi układami dynamicznymi. W najszerszym rozumieniu, teoria ergodyczna zajmuje się analizą jakościową działań grupowych na przestrzeniach (takich jak topologiczne, metryczne czy rozmaitości). Ważne jest, aby każde działanie zachowywało konkretną strukturę przestrzeni. 

## Historia
Pojęcie "ergodyczności" jako pierwszy wprowadził Boltzmann, aby opisać hipotezę dotyczącą działania na powierzchni energii potencjalnej. Niech {\displaystyle H} będzie hamiltonianem, typem występującym w mechanice statystycznej. {\displaystyle H^{-1}(e)} jest wówczas powierzchnią energii. Oznaczając przez {\displaystyle T_{t}(x)} stan punktu {\displaystyle x} układu po czasie {\displaystyle t_{0}+t}, Boltzmann przypuszczał, że dla każdego {\displaystyle t\in \mathbb {R} } i {\displaystyle x\in H^{-1}(e)} orbita {\displaystyle O_{T_{t}}(x)} będzie równa całej powierzchni. Zdanie to nazwał hipotezą ergodyczną. Hipoteza ta okazała się jednak być fałszywa.
W matematyce, pierwsze twierdzenia bliskie ogólnym wynikom ergodycznym dotyczyły rozmieszczenia ciągu {\displaystyle x_{n}=n\alpha \;({\text{mod }}1)=\{n\alpha \}} (część ułamkowa) dla {\displaystyle \alpha } niewymiernej w przedziale {\displaystyle (0,1)}.  Powiemy, że {\displaystyle (x_{n})} jest rozmieszczony jednostajnie na {\displaystyle (0,1)}, jeśli dla dowolnych {\displaystyle a,b\in [0,1]}, {\displaystyle a<b} zachodzi
{\displaystyle \lim _{N\to \infty }{\frac {|\{n\in [1,N]\cap \mathbb {N} \;\colon \;x_{n}\in (a,b)\}|}{N}}=b-a}.
W latach 1909–1910 Bohl, Sierpiński i Weyl udowodnili niezależnie od siebie jednostajne rozmieszczenie ciągu {\displaystyle x_{n}=n\alpha \;({\text{mod }}1)}. Pierwsze dowody były elementarne, korzystały jedynie z analizy fourierowskiej. Niedługo później, w 1916 Weyl sformułował twierdzenie mówiące, że dowolny ciąg {\displaystyle (x_{n})} o wyrazach w przedziale {\displaystyle [0,1)} jest rozmieszczony jednostajnie wtedy i tylko wtedy, gdy dla dowolnej funkcji {\displaystyle f\colon [0,1]\to \mathbb {R} }, {\displaystyle f(0)=f(1)} całkowalnej w sensie Riemanna zachodzi
{\displaystyle \lim _{N\to \infty }{\frac {1}{N}}\sum _{n=1}^{N}f(x_{n})=\int _{0}^{1}f(x)dx}.
Twierdzenie to ma faktyczny charakter ergodyczny – szereg po lewej stronie możemy traktować jako "średnią w czasie", a całkę po prawej jako "średnią w przestrzeni". Funkcja {\displaystyle f} ma okres równy 1. Zgodnie z teorią Fouriera, każdą funkcję okresową można wyrazić jako kombinacja liniowa specjalnych funkcji okresowych {\displaystyle e^{2\pi imx}} dla {\displaystyle m\in \mathbb {Z} }. Weyl skorzystał z tej obserwacji, aby poprzedni warunek zastąpić przez
{\displaystyle \lim _{N\to \infty }{\frac {1}{N}}\sum _{n=1}^{N}e^{2\pi imx_{n}}=0}
dla dowolnego {\displaystyle m\in \mathbb {Z} \setminus \{0\}}. Powyższe pozwoliło mu udowodnić kolejne twierdzenie.
Twierdzenie (Weyla o jednostajnym rozmieszczeniu wielomianów). Niech {\displaystyle p(x)=\alpha _{k}x^{k}+\alpha _{k-1}x^{k-1}+\ldots +\alpha _{1}x+\alpha _{0}} będzie danym wielomianem o współczynnikach rzeczywistych. Jeśli przynajmniej jeden ze współczynników {\displaystyle \alpha _{k},\alpha _{k-1},\ldots ,\alpha _{1}} jest niewymierny, to ciąg {\displaystyle (p(n)\;({\text{mod }}1))} jest rozmieszczony jednostajnie na {\displaystyle (0,1)}.
W 1931 r. Koopman opublikował krótki artykuł o znaczących obserwacjach. Jeśli {\displaystyle T\colon X\to X} jest odwracalne i zachowuje miarę w przestrzeni {\displaystyle (X,{\mathcal {F}},\mu )}, to operator {\displaystyle U} zdefiniowany na {\displaystyle L^{2}(X,{\mathcal {F}},\mu )} (przestrzeni funkcji całkowalnych z kwadratem) poprzez {\displaystyle Uf(x)=f(Tx)} jest unitarny. Halmos pisze: 

Obserwacja Koopmana była jednocześnie wyzwaniem i wskazówką. Jeśli istnieje ścisły związek między transformacjami zachowującymi miarę i operatorami unitarnymi, to znana teoria analityczna takich operatorów musi z pewnością dawać pewne informacje o geometrycznym zachowaniu przekształceń. Do października 1931 r. von Neumann miał odpowiedź; tą odpowiedzią było średnie twierdzenie ergodyczne.

## Twierdzenia ergodyczne

### Twierdzenie Birkhoffa
Jeśli {\displaystyle (X,{\mathcal {F}},\mu ,T)} jest układem ergodycznym, to dla dowolnej funkcji {\displaystyle f\in L_{1}(\mu )} zachodzi
{\displaystyle \lim _{N\to \infty }{\frac {1}{N}}\sum _{n=0}^{N-1}f(T^{n}x)=\int _{X}f\;d\mu }
dla {\displaystyle \mu -}prawie wszystkich {\displaystyle x\in X}.

### Średnie twierdzenie ergodyczne (von Neumanna)
Jeśli {\displaystyle (X,{\mathcal {F}},\mu ,T)} jest układem ergodycznym, a {\displaystyle P_{T}} jest ortogonalną projekcją na podprzestrzeń
{\displaystyle I=\{g\in L_{2}(\mu )\colon \;U_{T}g=g\}\subseteq L_{2}(\mu )},
to dla dowolnej funkcji {\displaystyle f\in L_{2}(\mu )} zachodzi zbieżność w normie {\displaystyle L_{2}(\mu )},
{\displaystyle {\frac {1}{N}}\sum _{n=0}^{N-1}f(T^{n}x)\longrightarrow P_{T}f}
przy {\displaystyle N\to \infty }.

## Zastosowania

### Teoria liczb
Teoria ergodyczna znajduje wiele zastosowań w analizie klasycznych i nowych problemów teorii liczb.
W opublikowanym w 2018 r. artyklue Bartnicka, Kasjan, Kułaga-Przymus i Lemańczyk ogłosili wynik dotyczący powtarzania się "bloków" w tzw. zbiorach liczb B-wolnych. Wyniki  te powstały jako rozszerzenie programu Sarnaka, który początkowo obejmował jedynie dynamiczną analizę liczb bezkwadratowych. W 2020 r. Kułaga-Przymus i Lemańczyk przedstawili hipotezę Chowli i Sarnaka z perspektywy teorii ergodycznej.